# 시바스

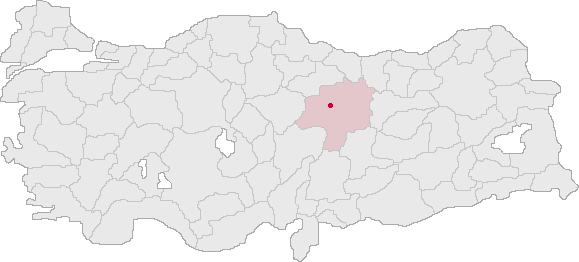
시바스의 위치

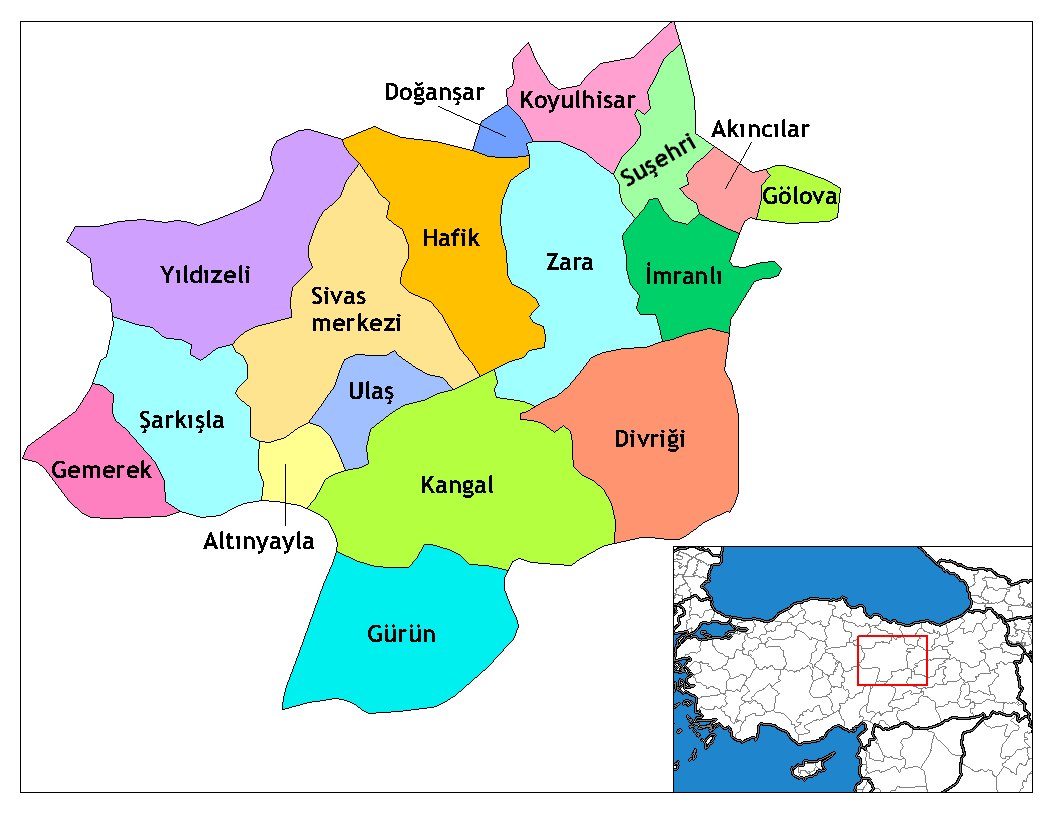
시바스 주의 주시

시바스(튀르키예어: Sivas)는 튀르키예 동부에 위치한 도시로, 시바스 주의 주도이며 높이는 1,275m, 인구는 300,795명(2009년 기준)이다.

## 역사
기원전 64년 아나톨리아 지역 재편의 일환으로 폼페이우스에 의해 설립되었으며, 고대에는 세바스티아(Sebasteia)라고 불렸다. 로마 제국 시대에 무역의 거점으로 여겨졌으며, 디오클레티아누스 시기에 소아르메니아 지역의 수도가 되었다. 이후 6세기 유스티니아누스 1세에 의해 요새화되었으며, 바실리오스 2세 시절 바스푸라칸 (Vaspurakan) 지역과의 맞교환으로 아르메니아인들이 대거 유입되었다.
1919년 9월 4일 무스타파 케말 아타튀르크가 오스만 제국의 지배로부터 터키를 해방시키기 위한 저항 운동에 대해 논의했던 곳이기도 하다.

## 기후
| 시바스의 기후                                                            | 시바스의 기후 | 시바스의 기후 | 시바스의 기후 | 시바스의 기후 | 시바스의 기후 | 시바스의 기후 | 시바스의 기후 | 시바스의 기후 | 시바스의 기후 | 시바스의 기후 | 시바스의 기후 | 시바스의 기후 | 시바스의 기후 |
| 월                                                                       | 1월           | 2월           | 3월           | 4월           | 5월           | 6월           | 7월           | 8월           | 9월           | 10월          | 11월          | 12월          | 연간          |
| ------------------------------------------------------------------------ | ------------- | ------------- | ------------- | ------------- | ------------- | ------------- | ------------- | ------------- | ------------- | ------------- | ------------- | ------------- | ------------- |
| 역대 최고 기온 °C (°F)                                                   | 18.6 (65.5)   | 18.1 (64.6)   | 25.2 (77.4)   | 29.0 (84.2)   | 33.5 (92.3)   | 35.5 (95.9)   | 40.0 (104.0)  | 39.9 (103.8)  | 36.6 (97.9)   | 30.5 (86.9)   | 24.0 (75.2)   | 19.4 (66.9)   | 40.0 (104.0)  |
| 일평균 최고 기온 °C (°F)                                                 | 1.7 (35.1)    | 3.5 (38.3)    | 9.5 (49.1)    | 15.9 (60.6)   | 20.7 (69.3)   | 25.1 (77.2)   | 29.0 (84.2)   | 29.7 (85.5)   | 25.5 (77.9)   | 19.3 (66.7)   | 11.2 (52.2)   | 4.2 (39.6)    | 16.3 (61.3)   |
| 일일 평균 기온 °C (°F)                                                   | −2.7 (27.1)   | −1.6 (29.1)   | 3.8 (38.8)    | 9.3 (48.7)    | 13.7 (56.7)   | 17.7 (63.9)   | 20.8 (69.4)   | 21.1 (70.0)   | 17.0 (62.6)   | 11.6 (52.9)   | 4.7 (40.5)    | −0.2 (31.6)   | 9.6 (49.3)    |
| 일평균 최저 기온 °C (°F)                                                 | −6.2 (20.8)   | −5.7 (21.7)   | −0.9 (30.4)   | 3.7 (38.7)    | 7.6 (45.7)    | 10.8 (51.4)   | 13.2 (55.8)   | 13.3 (55.9)   | 9.5 (49.1)    | 5.3 (41.5)    | −0.3 (31.5)   | −3.7 (25.3)   | 3.9 (39.0)    |
| 역대 최저 기온 °C (°F)                                                   | −31.2 (−24.2) | −34.4 (−29.9) | −27.6 (−17.7) | −11.0 (12.2)  | −5.5 (22.1)   | −0.6 (30.9)   | 3.0 (37.4)    | 3.2 (37.8)    | −3.8 (25.2)   | −9.0 (15.8)   | −24.4 (−11.9) | −30.2 (−22.4) | −34.4 (−29.9) |
| 평균 강수량 mm (인치)                                                    | 44.6 (1.76)   | 41.0 (1.61)   | 48.4 (1.91)   | 59.0 (2.32)   | 64.6 (2.54)   | 35.1 (1.38)   | 11.1 (0.44)   | 7.1 (0.28)    | 19.2 (0.76)   | 37.5 (1.48)   | 42.1 (1.66)   | 45.7 (1.80)   | 455.4 (17.93) |
| 평균 강수일수                                                            | 13.17         | 12.03         | 14.23         | 13.77         | 14.43         | 9.60          | 2.43          | 2.50          | 4.70          | 8.60          | 9.20          | 12.43         | 117.09        |
| 평균 상대 습도 (%)                                                       | 76.8          | 74.1          | 67.2          | 61.6          | 62.4          | 60.2          | 55.8          | 55.3          | 56.6          | 63.5          | 70.5          | 76.7          | 65.0          |
| 평균 월간 일조시간                                                       | 83.7          | 104.5         | 155.0         | 198.0         | 248.0         | 303.0         | 356.5         | 353.4         | 282.0         | 195.3         | 126.0         | 74.4          | 2,479.8       |
| 평균 일일 일조시간                                                       | 2.7           | 3.7           | 5.0           | 6.6           | 8.0           | 10.1          | 11.5          | 11.4          | 9.4           | 6.3           | 4.2           | 2.4           | 6.8           |
| 출처 1: 튀르키예 국립기상청 (평년값: 1991년~2020년, 극값: 1930년~2021년) |               |               |               |               |               |               |               |               |               |               |               |               |               |
| 출처 2: 미국 해양대기청 (상대습도)                                       |               |               |               |               |               |               |               |               |               |               |               |               |               |

## 자매 도시
- 러시아 그로즈니
- 보스니아 헤르체고비나 그라다차츠
- 에티오피아 아다마
- 아제르바이잔 바쿠
- 사우디아라비아 메디나
- 스페인 알리칸테
- 프랑스 클레르몽페랑

## 같이 보기
- 캉갈